# Вікторовка (Казанський район)
Ві́кторовка (рос. Викторовка) — присілок у складі Казанського району Тюменської області, Росія.
Населення — 128 осіб (2010, 179 у 2002).
Національний склад станом на 2002 рік:
- росіяни — 100 %